# Belyj Jar (Chakassia)
Belyj Jar (in russo Белый Яр?) è un villaggio della Russia che appartiene alla Chakassia. È il centro amministrativo del distretto Altajskij.
Si trova sulla riva destra del fiume Abakan (affluente dello Enisej), circa 15 km (in linea d'aria) a sud della capitale della repubblica Abakan.